# Regionale raad van Hevel Modi'in
De regionale raad van Hevel Modi'in (Hebreeuws: מועצה אזורית חבל מודיעין) is een regionale raad in Israël.

## Gemeenschappen
Kibboetsen
- Be'erot Yitzhak

Moshaven
| - Ahisamakh - Bareket - Beit Arif - Beit Nehemia - Ben Shemen - Bnei Atarot | - Ginaton - Gimzo - Givat Koah - Hadid - Kerem Ben Shemen | - Kfar Daniel - Kfar Rut - Kfar Truman - Mazor - Nehalim | - Rinatia - Shilat - Tirat Yehuda |

Dorpen
- Lapid
- Mevo Modi'im
- Nofekh
- Ben Shemen Youth Village

Abu Basma · Alona · al-Batuf · Be'er Tuvia · Beit She'an Vallei · Bnei Shimon · Brenner · Bustan al-Marj · Centraal Arava · Drom HaSharon · Esjkol · Gan Raveh · Gederot · Gezer · Gilboa · Golan · Gush Etzion · Har Hebron · Hefervallei · Hevel Eilot · Hevel Modi'in · Hevel Yavne · Hof Ashkelon · Hof HaCarmel · Hof HaSharon · Jizreëlvallei · Emek HaYarden · Bik'at HaYarden · Lakhish · Lev HaSharon · Lodvallei · Lager Galilea · Ma'ale Yosef · Mateh Asher · Mateh Binyamin · Mateh Yehuda · Megiddo · Megilot · Menashe · Merhavim · Merom HaGalil · Mevo'ot HaHermon · Misgav · Nahal Sorek · Ramat HaNegev · Sha'ar HaNegev · Sdot Negev · Shafir · Shomron · Tamar · Hoger Galilea · Yoav · Zevoeloen